# Caroline Aaron
Caroline Aaron, född 7 augusti 1952 i Richmond, Virginia, är en amerikansk skådespelare.
Aaron har bland annat medverkat i filmerna Pumpkin från 2002, 21 Jump Street från 2012 och Theater Camp från 2023.

## Filmografi (i urval)
- 1989 – Små och stora brott
- 1990 – Edward Scissorhands
- 1992 – Här är mitt liv
- 1993 – Sömnlös i Seattle
- 1996 – House Arrest
- 1997 – Harry bit för bit
- 1998 – Spelets regler
- 1999 – Tisdagar med Morrie
- 2000 – President till varje pris
- 2001 – Joe Dirt
- 2002 – Pumpkin
- 2005 – Just Like Heaven
- 2012 – 21 Jump Street
- 2023 – Theater Camp